# 투슈라타
투슈라타(산스크리트어: Tveṣa-ratha)는 아멘호텝 3세의 말기와 아크나톤의 치세에 미탄니의 왕(재위: 기원전 1380~기원전 1350)이었다. 그는 슈타르나 2세의 아들로 그의 딸 타두키파는 이집트 파라오 아멘호텝 3세에게 시집갔다. 그 후 아크나톤이 그의 아버지의 하렘을 상속하였다. 
그는 그의 형제 아르타슈마라가 피살된 후에 그에 의해 왕좌에 올랐다. 그는 매우 젊었고 단지 형식적인 왕으로서만 봉사하였다. 그러나 그는 살해자를 폐위하였다. 아마도 이집트의 장인의 도움을 받았는데,이집트인은 미탄니의 강력한 시절이 끝났다고 생각했던 것 같다. 그들의 시리아 경계지역을 보호하기 위해 새 파라오 아크나톤은 히타이트와 이전의 미탄니의 속주 아시리아에서 사절단을 받았다. 아르마나 편지에서 투슈라타의 황금상에대한 절망적인 청구가 주요 외교적인 위기로 발전하였다는 것을 알 수 있다.
쉴새없는 전투는 미탄니의 속주 제어력을 약하시켰다. 그리고 아무루의 아지루는 기회를 잡고 히타이트왕 수필룰리우마 1세와 거래를 하였다. 그의 치세의 초기에 히타이트 왕 수필룰리우마 1세는 키주와트나를 다시 정복하고 유프라테스의 서부로 침입하여 왔다. 그리고 아모리트와 하닐갈바트의 누하세를 정복하였다.
수필룰리우마와 샤티와자의 조약에 따르면 수필룰리우마는 미탄니의 왕 투슈라타의 라이벌인 후르족의 왕 아르타마마와 조약하였다. 
수필룰리우마는 레바논산을 병합하였다. 
| 전 대 슈타르나 2세 | 제8대 미탄니 국왕 기원전 1380~기원전 1350 | 후 대 아르타마마 2세 |

| 아르타슈마라 ? |

## 같이 보기
- 미탄니